# Самбэ, Кэй
Кэй Самбэ (яп. 三部 敬 Самбэ Кэй, род. 5 марта, Томакомай) — японский мангака. Наиболее известен как автор манги «Город, в котором меня нет», которая дважды номинировалась на премию Манга Тайсё (2014, 2015), получила аниме-адаптацию и вошла в число самых продаваемых манг 2016 года.

## Биография
Кэй Самбэ родился в городе Томакомай округа Ибури префектуры Хоккайдо. Окончив старшую школу, он переехал в Токио и поступил в Токийское профессиональное дизайнерское училище Гакуин на специальность художника фонов. На выбор специальности, со слов Самбэ, повлиял фильм Хаяо Миядзаки «Замок Калиостро». Ещё во время учёбы он увидел в журнале Weekly Shonen Jump объявление о наборе ассистентов мангаки Хирохико Араки для работы над мангой JoJo’s Bizarre Adventure. Не будучи фанатом сериала, Самбэ всё же восхищался тщательно прорисованными фонами и зарубежным сеттингом, поэтому подал заявку и со второго раза оказался принят в команду. В ней он проработал восемь лет, потрудившись над 30 томами сериала (арки от Battle Tendency до Golden Wind), после чего начал сольную карьеру.
В 1990 году Самбэ был удостоен поощрительного упоминания на 40-й церемонии награждения Наградой Тэдзуки, а на 41-й получил второй приз. Мангу «Город, в котором меня нет» номинировали в категории «Выбор зрителей» на 18-ю культурную премию Осаму Тэдзуки.
Женат на художнице-иллюстраторе Кэйси Канэсаде, имеет сына.

## Работы
- Black Rod (яп. ブラックロッド Буракку роддо) (1997)
- Hоtaru (яп. ほたる Хотару) (2000)
- Nanako-san Teki na Nichijou (яп. 菜々子さん的な日常 Нанако-сан тэки на нитидзё:) (2000—2002)[5]
- Testarotho (яп. テスタロト Тэсутарото) (2001—2002)
- Kamiyadori (яп. カミヤドリ Камиядори) (2004—2006)
- Puzzle (яп. パズル Падзуру) (2007)[6]
- Nanako-san Teki na Nichijou Re (яп. 菜々子さん的な日常RE Нанако-сан тэки на нитидзё: ри:) (2008)[7]
- Houzuki no Shima (яп. 鬼燈の島 Хо:дзуки но сима) (2008—2009)
- Kamiyadori no Nagi (яп. 神宿りのナギ Камиядори но Наги) (2008—2010)
- Mouryou no Yurikago (яп. 魍魎の揺りかご Мо:рё: но юрикаго) (2010—2012)
- Nanako-san Teki na Nichijou Dash!! (яп. 菜々子さん的な日常 DASH!! Нанако-сан тэки на нитидзё: дассю) (2013)[8]
- «Город, в котором меня нет» (яп. 僕だけがいない街 Боку дакэ га инаи мати) (2012—2016)
- Yume de Mita Anoko no Tame ni (яп. 夢で見たあの子のために Юмэ дэ мита аноко но тамэ ни) (2017–2022)
- Mizutamari ni Ukabu Shima (яп. 水溜まりに浮かぶ島 Мидзутамари ни укабу сима) (2019—2021)
- Juusan-kai-me no Ashiato (яп. 13回目の足跡 Дзю:санкаймэ но асиато) (2023—н. в.)
- Otogi no Hako no Reto (яп. お伽の匣のレト Отоги но хако но Рэто) (2023—н. в.)